# Neusiedler Seebahn
| Bahnhof Pamhagen |                                           |                                                                          |                                         |
| Streckennummer: | GySEV 9                                   |                                                                          |                                         |
| Kursbuchstrecke (ÖBB): | 731                                       |                                                                          |                                         |
| Kursbuchstrecke (MÁV): | 9                                         |                                                                          |                                         |
| Kursbuchstrecke: | NSB 731                                   |                                                                          |                                         |
| Streckenlänge: | 103 km                                    |                                                                          |                                         |
| Spurweite: | 1435 mm (Normalspur)                      |                                                                          |                                         |
| Streckenklasse: | D3 C4 (Pamhagen–Fertőszentmiklós)         |                                                                          |                                         |
| Stromsystem: | km 101,1–Fertőszentmiklós: 25 kV, 50 Hz ~ |                                                                          |                                         |
| Maximale Neigung: | 10 ‰                                      |                                                                          |                                         |
| Minimaler Radius: | 300 m                                     |                                                                          |                                         |
| Streckengeschwindigkeit: | 120 km/h                                  |                                                                          |                                         |
| |                                           |                                                                          |                                         |
| \| \| \| Pannoniabahn von Parndorf \| \| \| \| 102,600 \| Neusiedl am See \| 130 m ü. A. \| \| \| \| Pannoniabahn nach Wulkaprodersdorf \| \| \| \| 102,095 \| Infrastrukturgrenze ÖBB / NSB \| Infrastrukturgrenze ÖBB / NSB \| \| \| 101,100 \| Systemtrennstelle 15 kV / 25 kV \| Systemtrennstelle 15 kV / 25 kV \| \| \| 98,554 \| Bad Neusiedl am See \| 118 m ü. A. \| \| \| \| ehem. Anschl. Kleinbahn Neusiedl am See \| \| \| \| 96,174 \| Weiden am See \| 117 m ü. A. \| \| \| 91,230 \| Gols \| 124 m ü. A. \| \| \| 88,617 \| Mönchhof Haltestelle (bis 4. August 2014) \| 126 m ü. A. \| \| \| 87,208 \| Mönchhof-Halbturn \| 125 m ü. A. \| \| \| 82,140 \| Ladegleis \| Ladegleis \| \| \| 82,443 \| Frauenkirchen \| 124 m ü. A. \| \| \| 75,874 \| St. Andrä/Zicksee \| 122 m ü. A. \| \| \| 70,976 \| Wallern im Bgld \| 121 m ü. A. \| \| \| 66,491 \| Pamhagen \| 118 m ü. A. \| \| \| 64,166 \| Einser-Kanal; Staatsgrenze Österreich / Ungarn \| 115 m ü. A. \| \| \| \| \| \| \| \| 63,080 \| Fertőújlak (mit Ldst, Anschluss an Wirtschaftsbahn Kapuvár (Schmalspur)) \| 114 m \| \| \| \| \| \| \| \| 57,900 \| Sarród \| 118 m \| \| \| 55,900 \| Fertőszéplak-Fertőd (ehem. mit Ldst) \| 121 m \| \| \| \| von Sopron \| \| \| \| 53,400 \| Fertőszentmiklós \| 119 m \| \| \| \| nach Győr \| \| \| \| \| Fertőszentmiklós alsó \| \| \| \| \| Csapod \| \| \| \| \| Pusztacsalád (ehem. mit Ldst) \| \| \| \| \| Iván \| \| \| \| \| Répceszemere \| \| \| \| \| Komitat Győr-Moson-Sopron / Komitat Vas \| \| \| \| \| Répce \| \| \| \| \| von Bratislava-Petržalka \| \| \| \| \| Répcelak \| \| \| \| \| nach Porpác \| \| \| \| \| Nick \| \| \| \| \| Rába \| \| \| \| \| Nick-Rábahíd \| \| \| \| \| Kenyeri \| \| \| \| \| Kemenespuszta \| \| \| \| \| Vönöck \| \| \| \| \| Ungarische Westbahn von Graz Hbf \| \| \| \| 0,000 \| Celldömölk \| Celldömölk \| \| \| \| Ungarische Westbahn nach Székesfehérvár \| \| \| \| \| Ungarische Westbahn nach Győr-Rendező \| \| |                                           |                                                                          |                                         |
| Strecke |                                           | Pannoniabahn von Parndorf                                                | Pannoniabahn von Parndorf               |
| Bahnhof | 102,600                                   | Neusiedl am See                                                          | 130 m ü. A.                             |
| Abzweig geradeaus und nach rechts |                                           | Pannoniabahn nach Wulkaprodersdorf                                       | Pannoniabahn nach Wulkaprodersdorf      |
| Wechsel des Eisenbahninfrastrukturunternehmens | 102,095                                   | Infrastrukturgrenze ÖBB / NSB                                            | Infrastrukturgrenze ÖBB / NSB           |
| Grenze | 101,100                                   | Systemtrennstelle 15 kV / 25 kV                                          | Systemtrennstelle 15 kV / 25 kV         |
| Bahnhof | 98,554                                    | Bad Neusiedl am See                                                      | 118 m ü. A.                             |
| Abzweig geradeaus und ehemals nach rechts |                                           | ehem. Anschl. Kleinbahn Neusiedl am See                                  | ehem. Anschl. Kleinbahn Neusiedl am See |
| Haltepunkt / Haltestelle | 96,174                                    | Weiden am See                                                            | 117 m ü. A.                             |
| Bahnhof | 91,230                                    | Gols                                                                     | 124 m ü. A.                             |
| ehemaliger Haltepunkt / Haltestelle | 88,617                                    | Mönchhof Haltestelle (bis 4. August 2014)                                | 126 m ü. A.                             |
| Bahnhof | 87,208                                    | Mönchhof-Halbturn                                                        | 125 m ü. A.                             |
| Abzweig geradeaus und nach rechts | 82,140                                    | Ladegleis                                                                | Ladegleis                               |
| Bahnhof | 82,443                                    | Frauenkirchen                                                            | 124 m ü. A.                             |
| Bahnhof | 75,874                                    | St. Andrä/Zicksee                                                        | 122 m ü. A.                             |
| Bahnhof | 70,976                                    | Wallern im Bgld                                                          | 121 m ü. A.                             |
| Bahnhof | 66,491                                    | Pamhagen                                                                 | 118 m ü. A.                             |
| Grenze auf Brücke über Wasserlauf | 64,166                                    | Einser-Kanal; Staatsgrenze Österreich / Ungarn                           | 115 m ü. A.                             |
| |                                           |                                                                          |                                         |
| ehemaliger Haltepunkt / Haltestelle | 63,080                                    | Fertőújlak (mit Ldst, Anschluss an Wirtschaftsbahn Kapuvár (Schmalspur)) | 114 m                                   |
| |                                           |                                                                          |                                         |
| ehemaliger Haltepunkt / Haltestelle | 57,900                                    | Sarród                                                                   | 118 m                                   |
| Haltepunkt / Haltestelle | 55,900                                    | Fertőszéplak-Fertőd (ehem. mit Ldst)                                     | 121 m                                   |
| Abzweig geradeaus und von rechts |                                           | von Sopron                                                               | von Sopron                              |
| Bahnhof | 53,400                                    | Fertőszentmiklós                                                         | 119 m                                   |
| Abzweig ehemals geradeaus und nach links |                                           | nach Győr                                                                | nach Győr                               |
| Haltepunkt / Haltestelle (Strecke außer Betrieb) |                                           | Fertőszentmiklós alsó                                                    | Fertőszentmiklós alsó                   |
| Bahnhof (Strecke außer Betrieb) |                                           | Csapod                                                                   | Csapod                                  |
| Haltepunkt / Haltestelle (Strecke außer Betrieb) |                                           | Pusztacsalád (ehem. mit Ldst)                                            | Pusztacsalád (ehem. mit Ldst)           |
| Bahnhof (Strecke außer Betrieb) |                                           | Iván                                                                     | Iván                                    |
| Bahnhof (Strecke außer Betrieb) |                                           | Répceszemere                                                             | Répceszemere                            |
| Grenze (Strecke außer Betrieb) |                                           | Komitat Győr-Moson-Sopron / Komitat Vas                                  | Komitat Győr-Moson-Sopron / Komitat Vas |
| Brücke über Wasserlauf (Strecke außer Betrieb) |                                           | Répce                                                                    | Répce                                   |
| Abzweig ehemals geradeaus und von links |                                           | von Bratislava-Petržalka                                                 | von Bratislava-Petržalka                |
| Bahnhof |                                           | Répcelak                                                                 | Répcelak                                |
| Abzweig ehemals geradeaus und nach rechts |                                           | nach Porpác                                                              | nach Porpác                             |
| Bahnhof (Strecke außer Betrieb) |                                           | Nick                                                                     | Nick                                    |
| Brücke über Wasserlauf (Strecke außer Betrieb) |                                           | Rába                                                                     | Rába                                    |
| Haltepunkt / Haltestelle (Strecke außer Betrieb) |                                           | Nick-Rábahíd                                                             | Nick-Rábahíd                            |
| Bahnhof (Strecke außer Betrieb) |                                           | Kenyeri                                                                  | Kenyeri                                 |
| Haltepunkt / Haltestelle (Strecke außer Betrieb) |                                           | Kemenespuszta                                                            | Kemenespuszta                           |
| Bahnhof (Strecke außer Betrieb) |                                           | Vönöck                                                                   | Vönöck                                  |
| Abzweig ehemals geradeaus und von rechts |                                           | Ungarische Westbahn von Graz Hbf                                         | Ungarische Westbahn von Graz Hbf        |
| Bahnhof | 0,000                                     | Celldömölk                                                               | Celldömölk                              |
| Abzweig geradeaus und nach rechts |                                           | Ungarische Westbahn nach Székesfehérvár                                  | Ungarische Westbahn nach Székesfehérvár |
| Strecke |                                           | Ungarische Westbahn nach Győr-Rendező                                    | Ungarische Westbahn nach Győr-Rendező   |

Die Neusiedler Seebahn verbindet heute den Bahnhof Fertőszentmiklós der Raab-Oedenburg-Ebenfurter Eisenbahn eingleisig auf Normalspur mit dem Bahnhof Neusiedl am See, wobei die ungarisch-österreichische Staatsgrenze bei Pamhagen überschritten wird. Eröffnet wurde die Strecke am 19. Dezember 1897 als Lokalbahn Kis-Czell–Pandorf, die in der Parndorf an das Netz der ungarischen Staatseisenbahn-Gesellschaft anschloss. Zur Zeit des Baues lag die Gesamtstrecke von 109 Kilometern Länge noch zur Gänze auf ungarischem Gebiet. Am 25. Jänner 1921 kamen dann 45 Kilometer mit dem Burgenland zu Österreich. Der Streckenabschnitt von Celldömölk (ursprünglich Kis-Czell) bis Fertőszentmiklós wurde nach dem 26. Mai 1979 eingestellt. Der Abschnitt Neusiedl am See–Parndorf gehört heute zur Pannoniabahn der ÖBB.

## Eigentümer

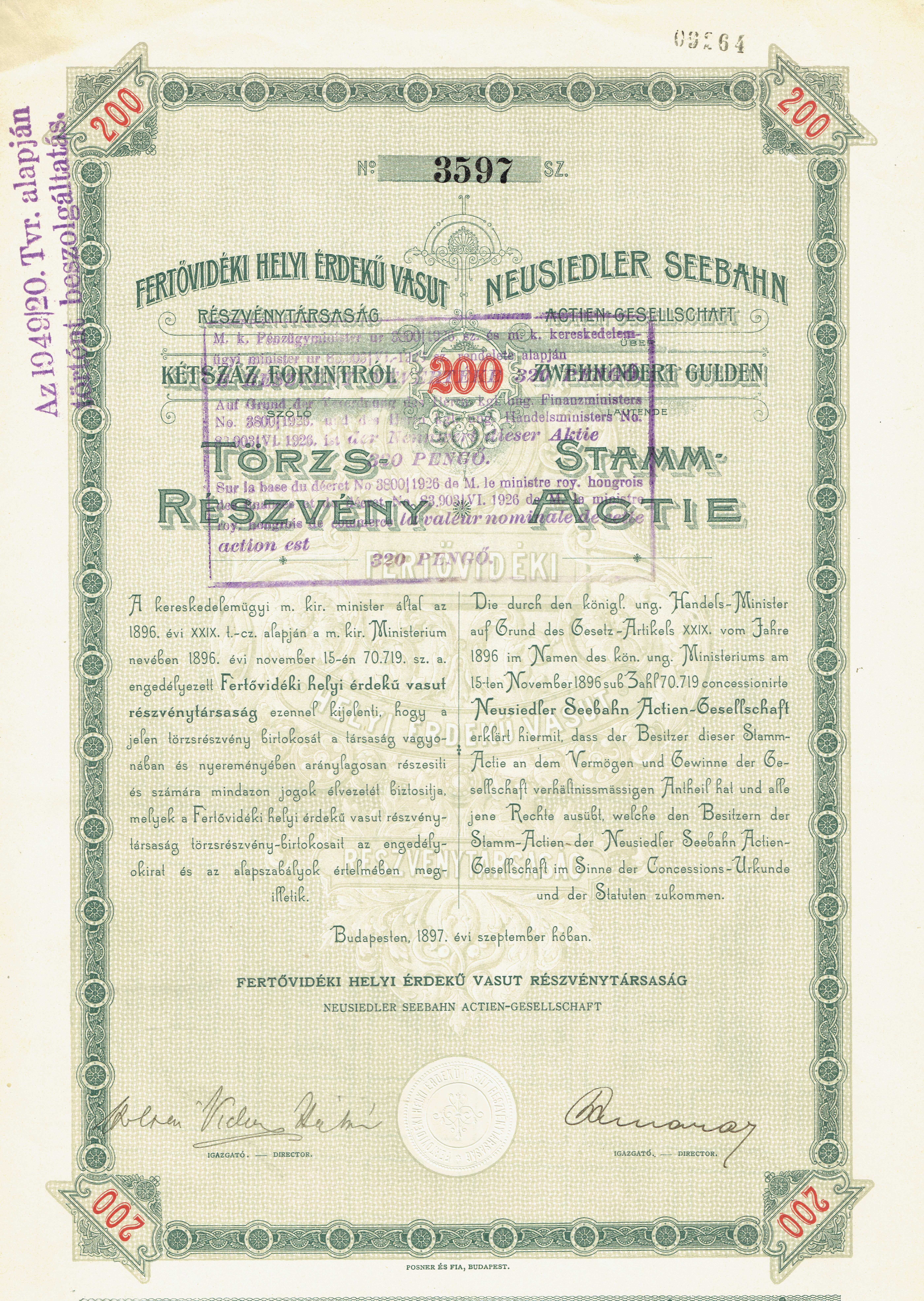
Stammaktie der Neusiedler Seebahn AG vom 1. September 1897

Eigentümer des österreichischen Streckenabschnitts ist die Neusiedler Seebahn GmbH, die zu 50,1 % über die Verkehrsinfrastruktur Burgenland GmbH dem Burgenland und zu 49,9 % der Republik Österreich gehört. Eigentümerin des ungarischen Abschnitts ist die Raaberbahn/GySEV.
Errichtet wurde die Strecke von der Fertővidéki Helyi Érdekű Vasút (Deutsch: Neusiedler Seebahn AG (NSB AG)), die am 31. März 1897 in Budapest gegründet wurde. Aktionäre waren der ungarische Staat, die durchfahrenen Komitate und Gemeinden und private Aktionäre. Die Raaberbahn/GySEV übernahm die Prioritätsaktien. An der NSB AG hatten sich 2003 das das Land Burgenland und die Republik Österreich im Gegenzug für Förderungen für den Infrastrukturausbau beteiligt. Unmittelbar zuvor gehörte die NSB AG zu 70 % der GySEV/Raaberbahn. Im Jahr 2010 hielten das Burgenland und die Republik Österreich bereits alle Anteile. Um die Verwaltung zu vereinfachen und einer Aneignung des gesamten Gesellschaftsvermögens durch den ungarischen Staat im Falle der Einstellung des ungarischen Streckenabschnitts vorzubeugen, wurde dann der österreichische Streckenabschnitt per 29. Juni 2010 auf die neugegründete Neusiedler Seebahn GmbH, eine GmbH nach österreichischem Recht, übertragen. Die weiterhin für den ungarischen Streckenabschnitt zuständige NSB AG mit Sitz in Ungarn wurde zu einer Tochtergesellschaft. Diese wurde schließlich 2015 an die GYSEV/Raaberbahn verkauft.
Bis Dezember 2020 war die GySEV/Raaberbahn für die Betriebsführung auch am österreichischen Streckenabschnitt zuständig. Seit diesem Zeitpunkt wird der Fahrbetrieb von den ÖBB durchgeführt; betreffend Instandhaltung und Erneuerung der Strecke sind laut Unternehmensangaben die „Mitarbeiter der Raaberbahn nach wie vor die ersten Ansprechpartner“.

## Zweck der Strecke
War die Strecke früher eher für den landwirtschaftlichen Gütertransport genutzt, ist sie heute vorwiegend für den Personenverkehr von Bedeutung. Durch diese Linie ist das Nordburgenland östlich des Neusiedlersees (Seewinkel) an das nationale und internationale Schienennetz angeschlossen, das vor allem von Pendlern nach Wien genutzt wird.

## Modernisierung

### Elektrifizierung
Die Elektrifizierung wurde im Jahr 2003 begonnen und abschnittsweise bis Mitte April 2004 vollzogen. Die Strecke wurde in diesen Jahren mit der in Ungarn üblichen Fahrleitungsspannung von 25 kV mit einer Frequenz von 50 Hz elektrifiziert, wobei sich die Systemtrennstelle auf freier Strecke zwischen den Bahnhöfen Bad Neusiedl und Neusiedl/See befindet.

### Gleisausbau

Streckenverlauf Neusiedler Seebahn

Durch die zuletzt erfolgte Erneuerung des Oberbaus und den Einbau stärkerer Schienen konnte eine Erhöhung der Streckengeschwindigkeit von 80 auf 120 km/h und damit eine wesentliche Verkürzung der Fahrzeiten erreicht werden.
Im April 2022 wurde der zweispurige Ausbau des Bahnhofes Gols abgeschlossen, seither ist ein Halbstundentakt in Hauptverkehrszeiten möglich.

### Zugkreuzungen
Die Zugkreuzungen finden in St. Andrä überwiegend vier Minuten vor der sonst üblichen Symmetriezeit statt.

### Bahnhöfe und Sicherheit
Durch die Erneuerung der Sicherungstechnik können jetzt mehr Züge die Strecke nutzen. Die Bahnhöfe und Haltestellen wurden modernisiert, um den Fahrgästen mehr Komfort zu bieten. An den nicht technisch gesicherten Eisenbahnkreuzungen der Strecke kommt es immer wieder zu Unfällen mit Straßenfahrzeugen. Der Forderung nach weiterer Ausstattung mit Bahnübergangssicherungsanlagen wurde aus finanziellen Gründen jedoch noch nicht nachgegeben.

## Fahrzeuge
Die Neusiedler Seebahn wird seit der Elektrifizierung vor allem von Triebwagen aus den Unternehmen Siemens Mobility und Bombardier befahren. Neben Triebwagen der ROeEE kommen ÖBB-Mehrsystemgarnituren der Reihe 1116 mit Wendezügen sowie mehrsystemfähige Triebwagengarnituren der ÖBB-Reihe 4124 und 4746 zum Einsatz. Vor der Elektrifizierung waren vorrangig Dieseltriebwagen der Reihe 5047 der ÖBB und der Raaberbahn, sowie deren Vorgängerbaureihen im Einsatz.

## Geschichte
- 1873: erster Eisenbahnplan in der Region Neusiedlersee
- 1896: Ausstellung von zwei Bahn-Konzessionen:eine Strecke westlich des Sees, eine östlich des Sees
- 19. Dezember 1897: Inbetriebnahme der Neusiedlerseebahn
- 25. Jänner 1921: Mit dem Vertrag von Trianon kam das Burgenland zu Österreich: 38 km der Strecke lagen nun in Österreich, der Rest verblieb bei Ungarn. Für den österreichischen Streckenteil wurde eine neue Konzession erteilt.[10]ET 4124 in Fertőszentmiklós

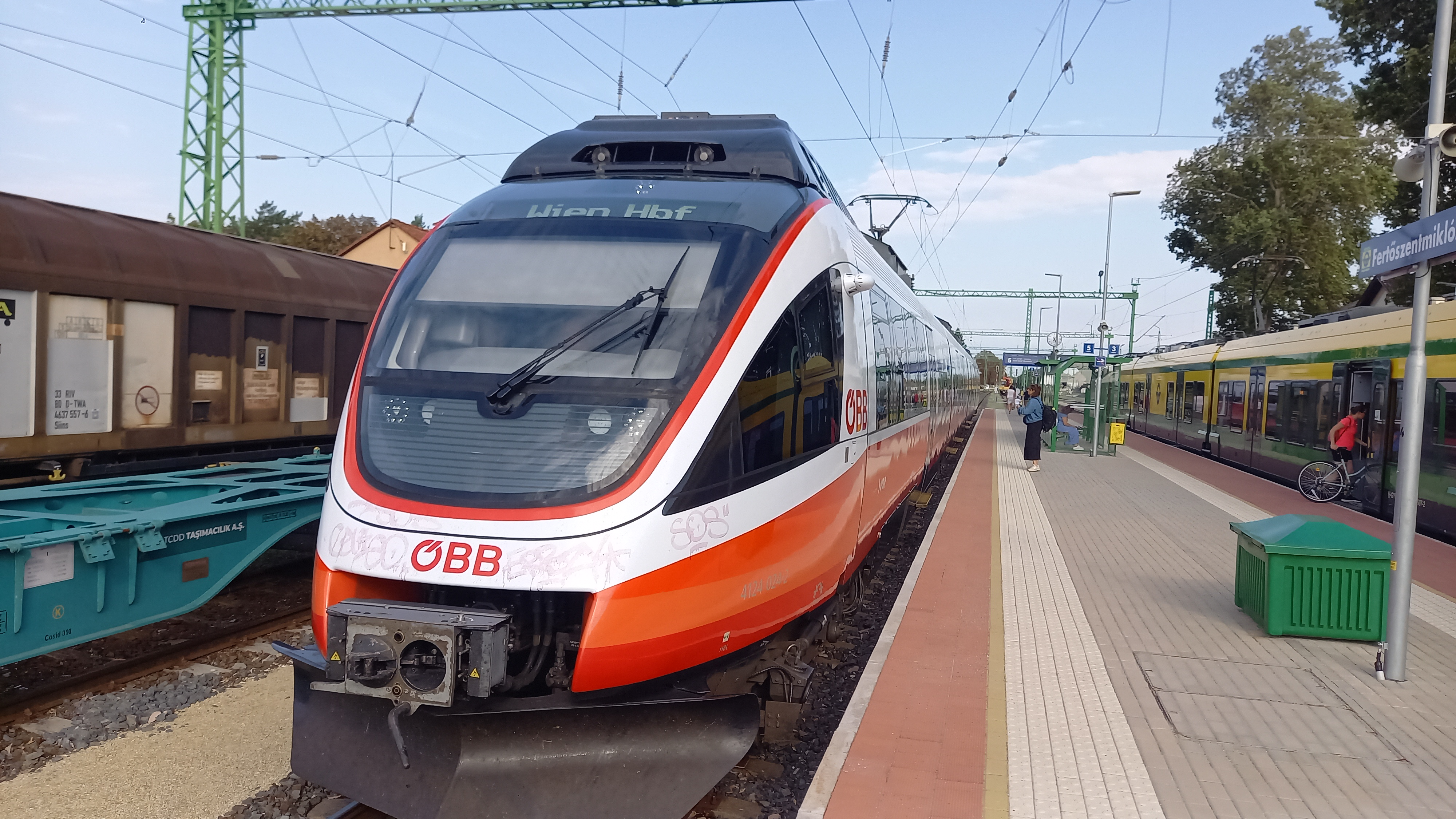
ET 4124 in Fertőszentmiklós

- in der ersten Hälfte des 20. Jahrhunderts war die Bahn das Transportmittel für die landwirtschaftlichen Güter der umliegenden Landgüter, welche eine Reihe von pferdebetriebenen Schleppbahnen zu den Bahnhöfen der Neusiedler Seebahn betrieben.[11]
- bis 1945: Schäden im Zweiten Weltkrieg
- 9. April 1945: Erster sowjetischer Militärzug auf der Strecke Celldömölk – Eszterháza – Ödenburg, instand gesetzt durch die anrückenden sowjetischen Truppen
- 4. Juni 1946: Personenzug befährt erstmals wieder die Strecke Neusiedl am See – Pamhagen
- Frühjahr 1947: Instandsetzung der gesprengten Brücke über den Einser-Kanal, danach Wiederaufnahme des Bahnverkehrs zwischen Österreich und Ungarn
- danach „Puszta-Express“ von Eszterháza über Neusiedl am See bis Wien Ostbahnhof
- 20. Mai 1951: Raaberbahn AG führt die Züge nur mehr bis Neusiedl am See (nicht mehr bis Wien)[12]
- 22. Mai 1955: grenzüberschreitender Personenverkehr über den Grenzübergang Pamhagen musste eingestellt werden
- 1950er und Anfang 1960er: Güterverkehr (vornehmlich Rübe) wuchs, doch Personenbeförderung ging stark zurück
- stetige Verlagerung von Personenverkehr von der Schiene auf die Straße
- 26. Mai 1979: die ungarische Regierung stellt den gesamten Bahnverkehrs im Abschnitt Celldömölk – Fertöszentmiklós ein[12]
- Weiterführung der Schnellbahn von Wien bis Neusiedl am See – wichtiger Anschluss
- 1980–1994: Ausbau im österreichischen Abschnitt durch die Neusiedler Seebahn: Stärkerer Oberbau, höhere Geschwindigkeit, Sicherung von Kreuzungen, Lautsprecher in allen Bahnhöfen (Ansteuerung zentral von Pamhagen aus). Hoffnung auf ein verstärktes Güteraufkommen von den entlang der Strecke angesiedelten Lagerhäusern.
- 1. September 1988: Einbeziehung der Strecke in den Verkehrsverbund Ost-Region
- 27. Mai 1990: Öffnung der Grenzen zu Ungarn, daher Wiederaufnahme des öffentlichen Personenverkehrs über den Grenzübergang Pamhagen (zuvor waren nur Fahrten mit (Pendler-)Visa erlaubt)
- 5. April 1991 (Allgemein, Straße): Abkommens zwischen der Österreichischen Bundesregierung und der Regierung der Republik Ungarn über die Errichtung neuer Grenzübergänge an der gemeinsamen Staatsgrenze
- Straße: Öffnung für Fuß- und Fahrradverkehr
- 1. Oktober 1995 (Straße): Ausweitung des Benützungsumfang auch auf den grenzüberschreitenden land- und forstwirtschaftlichen Bewirtschaftungsverkehr[13]
- Straße: Öffnung für Kraftfahrzeugverkehr
- 2003: Eigentümerwechsel von 70 Prozent (ungarische) Raaberbahn AG auf neu 25 Prozent Republik Österreich und (Mehrheit) Land Burgenland
- 24. April 2004: Inbetriebnahme der Fahrleitung auf der Gesamtstrecke Neusiedl am See – Fertőszentmiklós (25 kV, 50 Hz)
- 30. April 2004 (Straße): Grenzöffnung für allgemeinen Straßenverkehr
- 2003–2008: Modernisierung der Strecke: Bahnsteige, abschnittsweiser Umbau für 120 km/h, Fahrgastinformationssystem (2008)
- Ende 2007: Beitritt Ungarns zum Schengensystem wird wirksam, alle Grenzkontrollen an der Grenze zwischen Ungarn und Österreich entfallen
- 29. Juni 2010: Firmenbucheintragung der Neusiedler Seebahn GmbH nach österreichischem Recht übernimmt von der nach ungarischem Recht geführten Neusiedler Seebahn AG den ungarischen Streckenteil
- bis 2014: Sicherungsanlagen auf Kreuzungen, Streckenkabel, weitere Umbauten
- 4. August 2014: Auflassung der Station Mönchhof Haltestelle wegen zu geringer Auslastung
- 2015: Verkauf des ungarischen Streckenteils an die Raaberbahn/GySEV
- 11. April 2022: Durch die Wiederinbetriebnahme eines Kreuzungsgleises im Bahnhof Gols ist ein Halbstundentakt in den Hauptverkehrszeiten möglich[9]

## Galerie

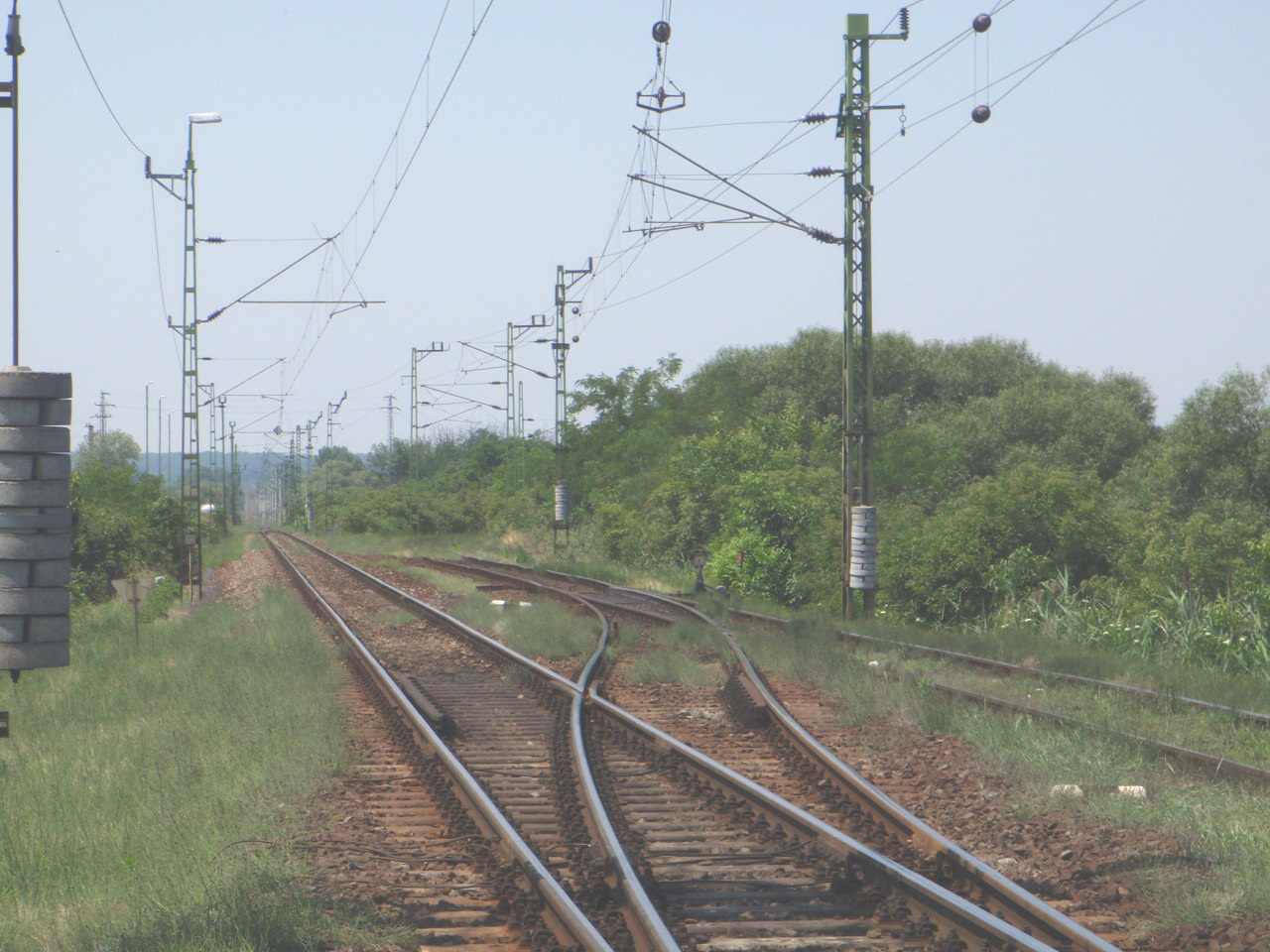
Ende der Neusiedler Seebahn bei Celldömölk (2012)
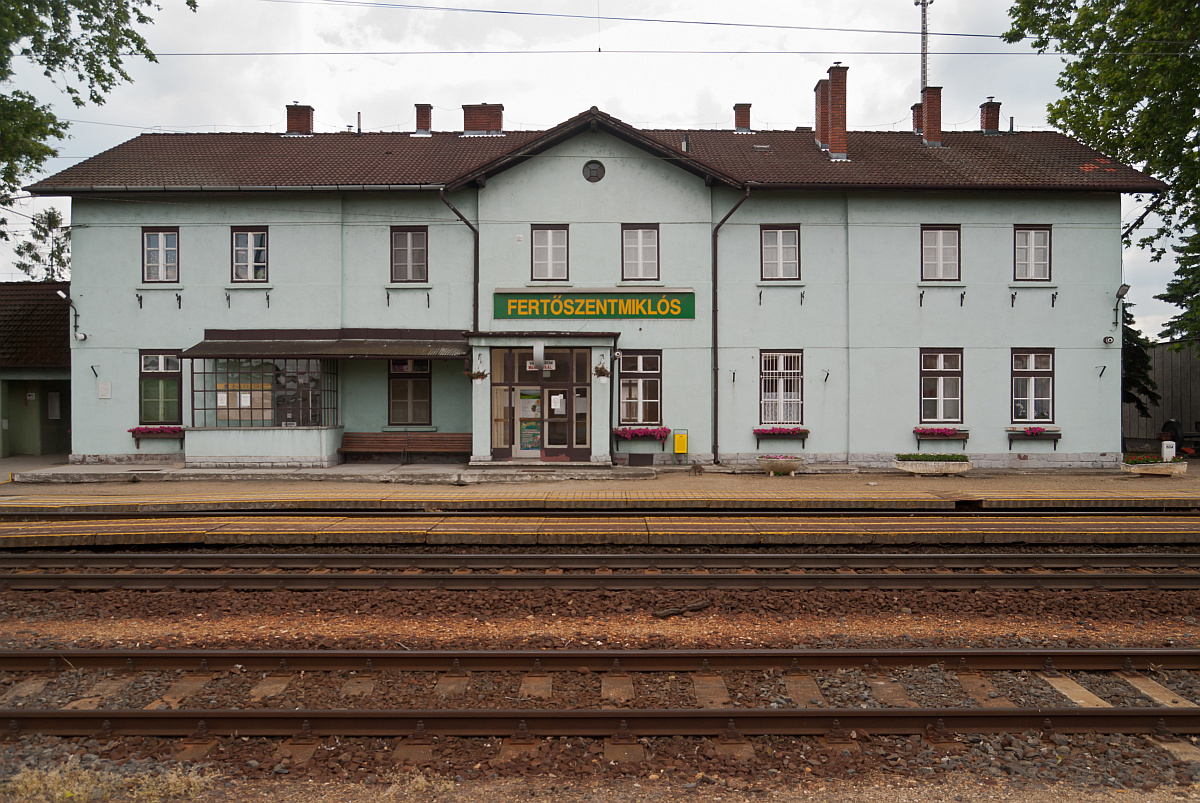
Fertőszentmiklós
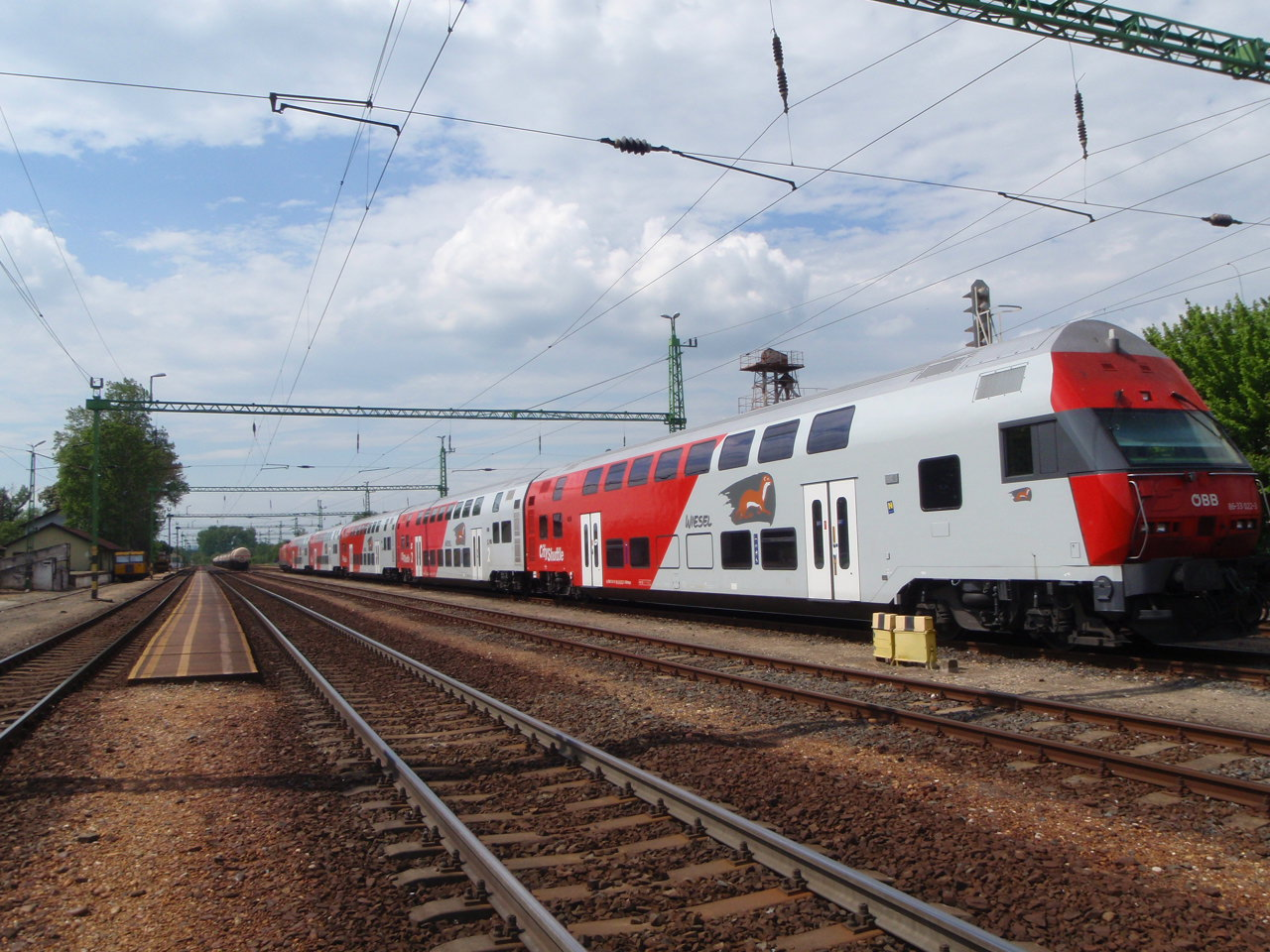
Fertőszentmiklós
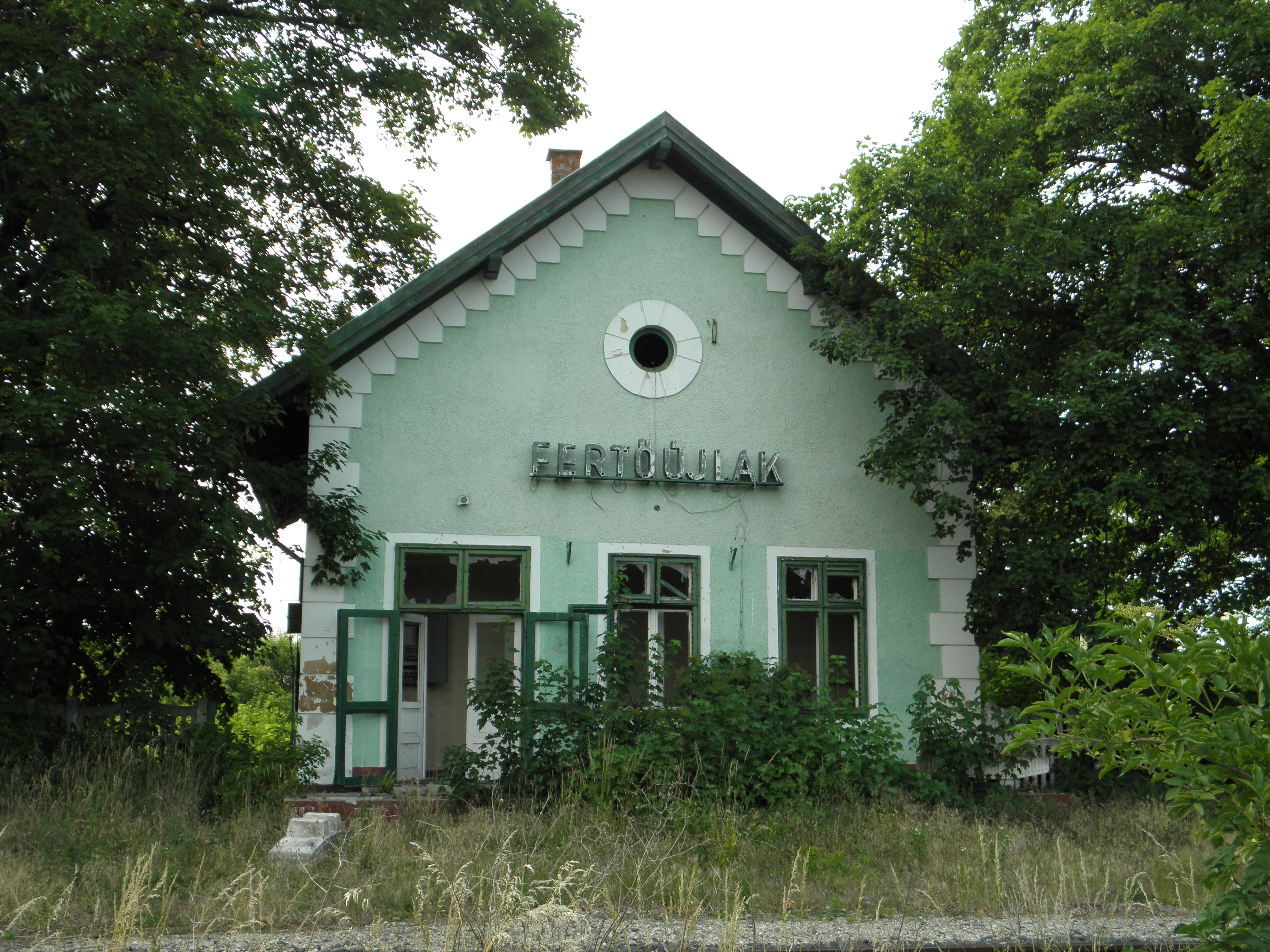
Fertőújlak
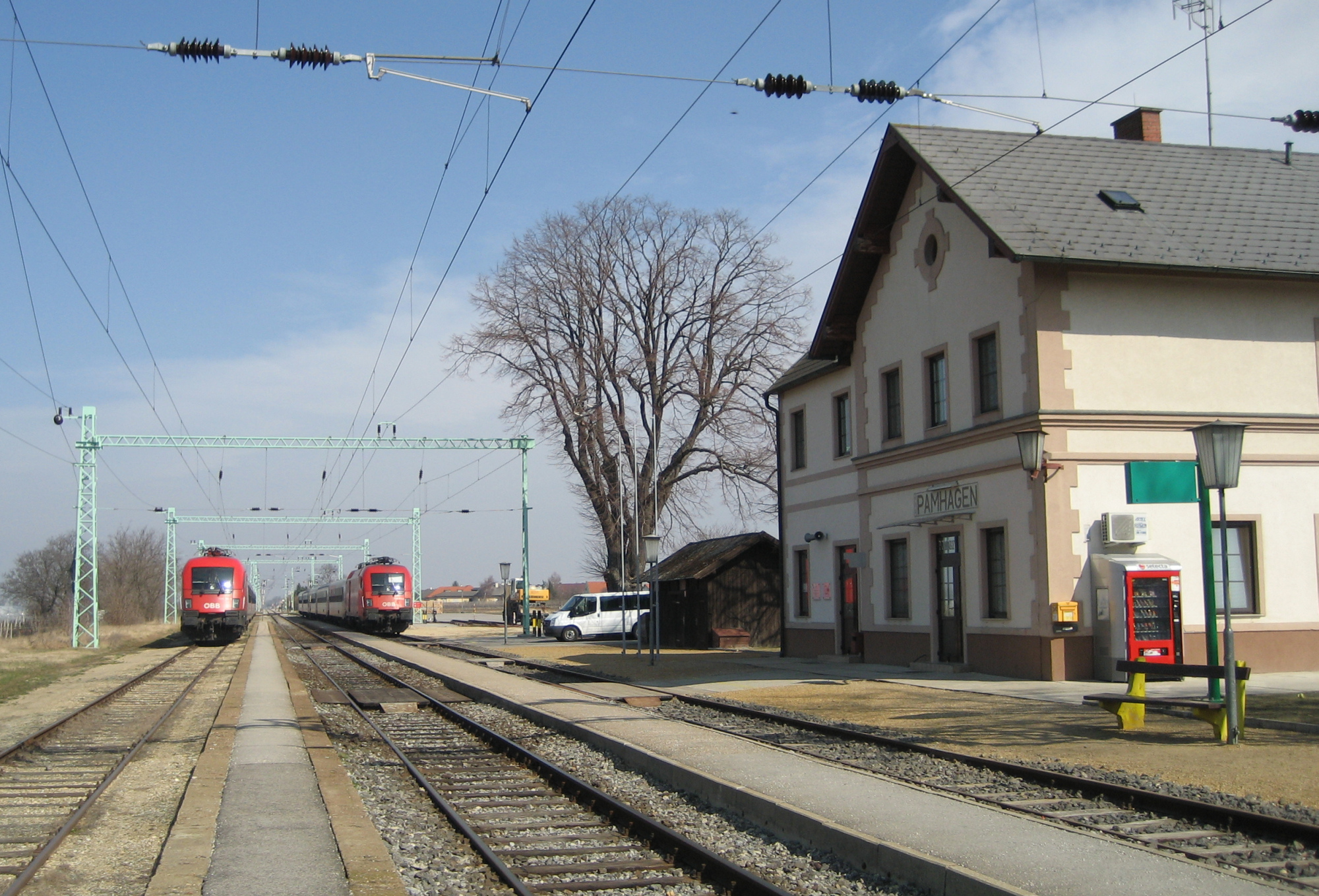
Pamhagen vor dem Umbau
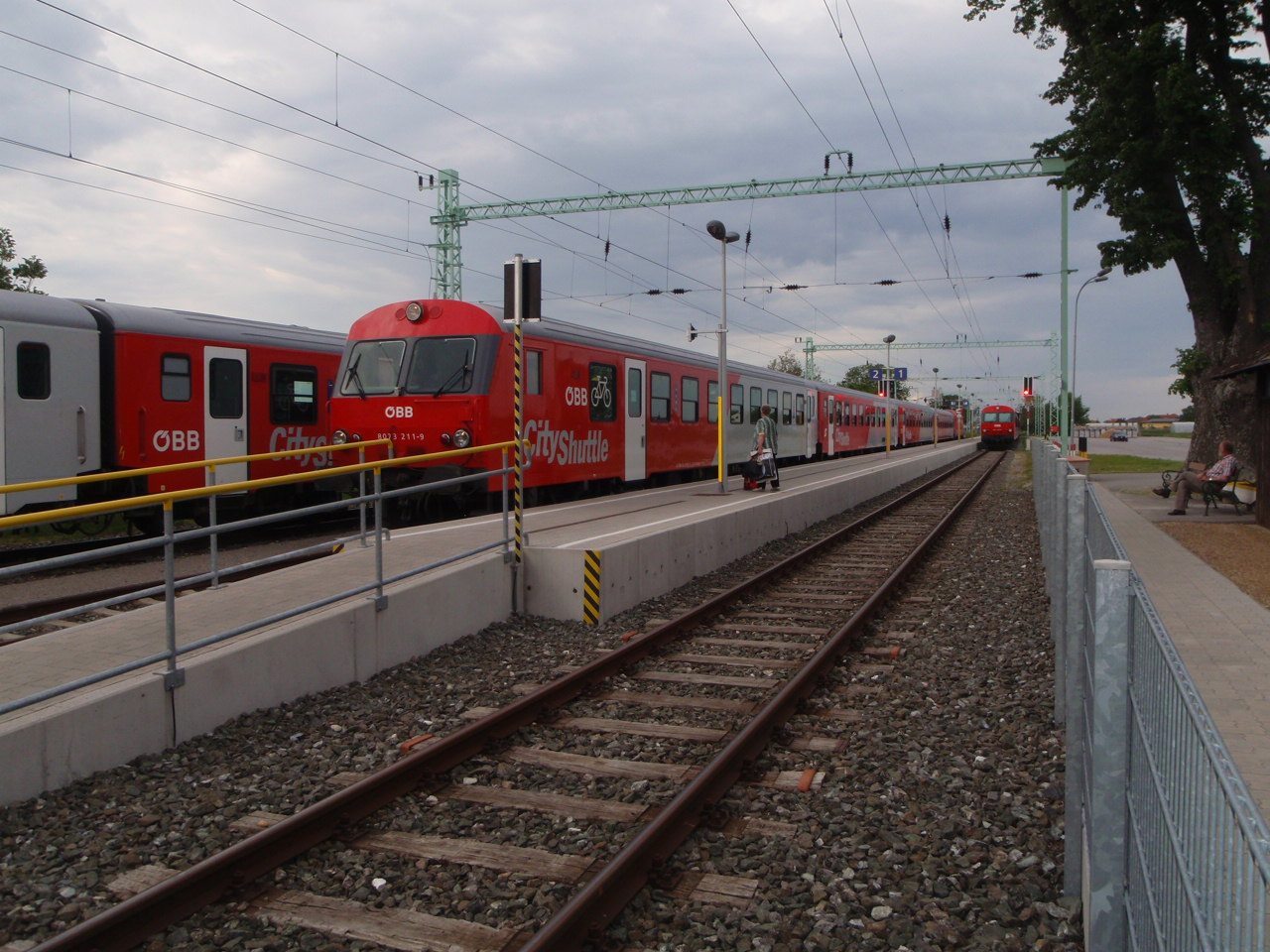
Pamhagen heute
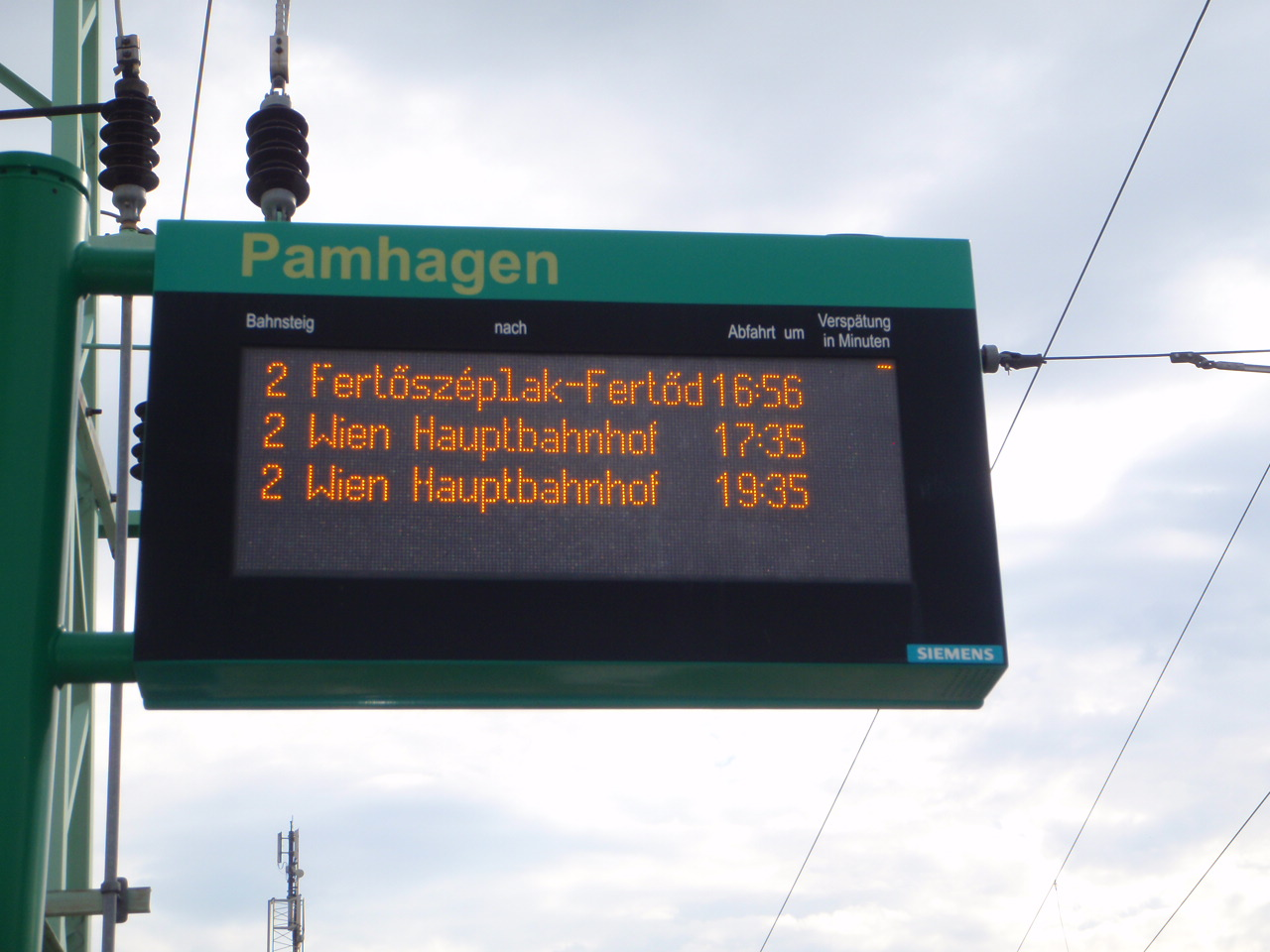
Pamhagen
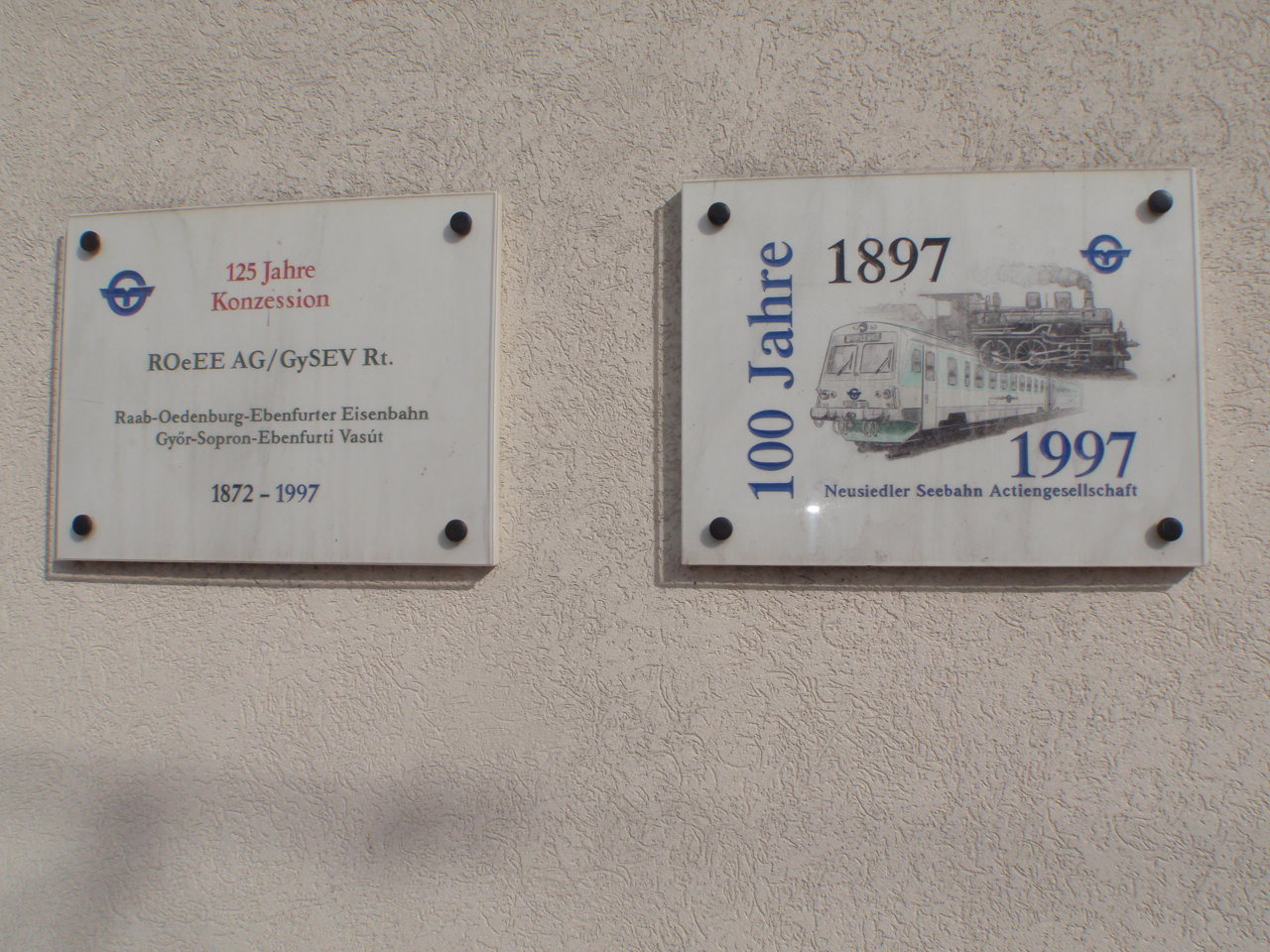
Gedenktafel in Pamhagen
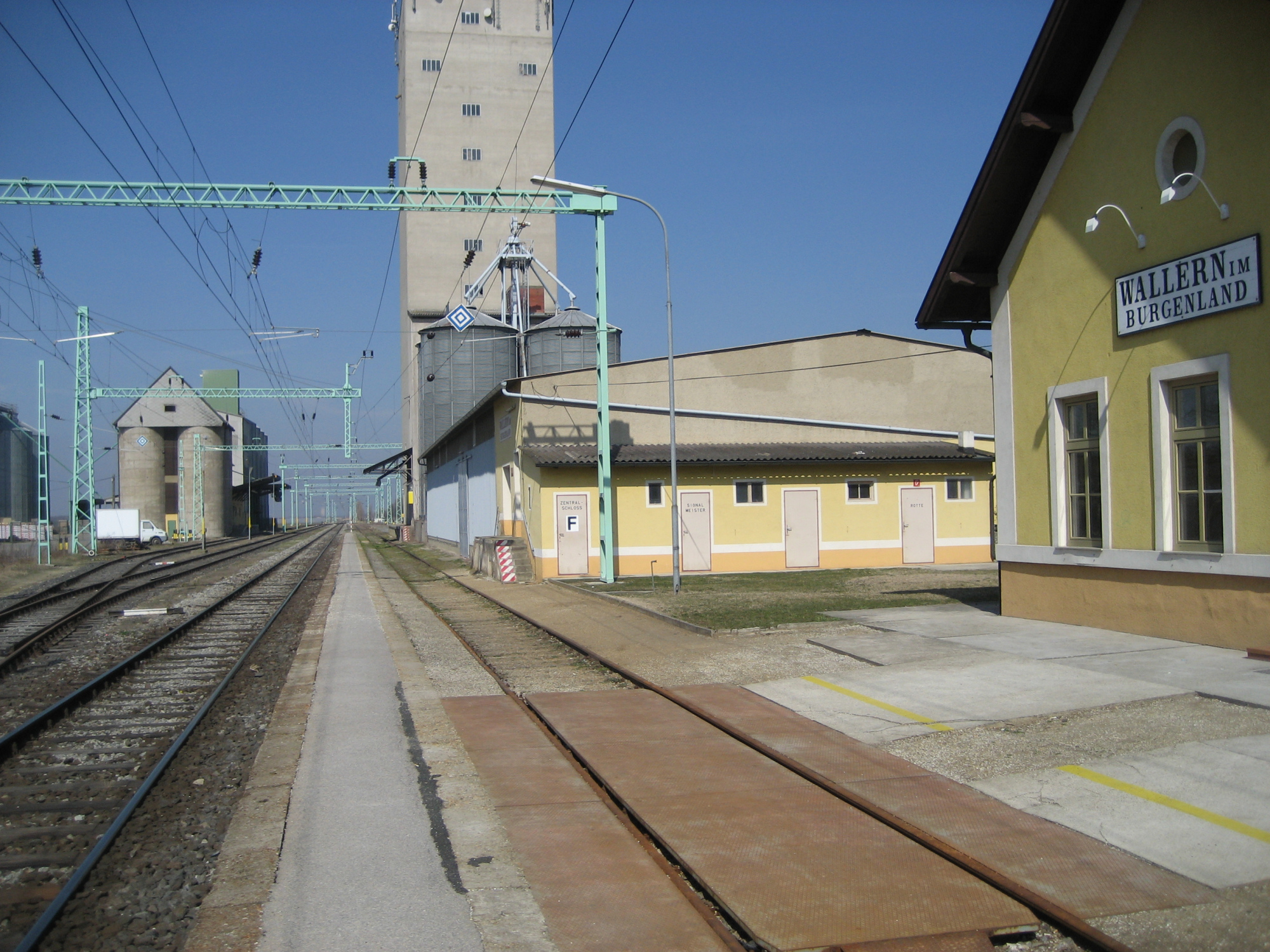
Wallern im Burgenland
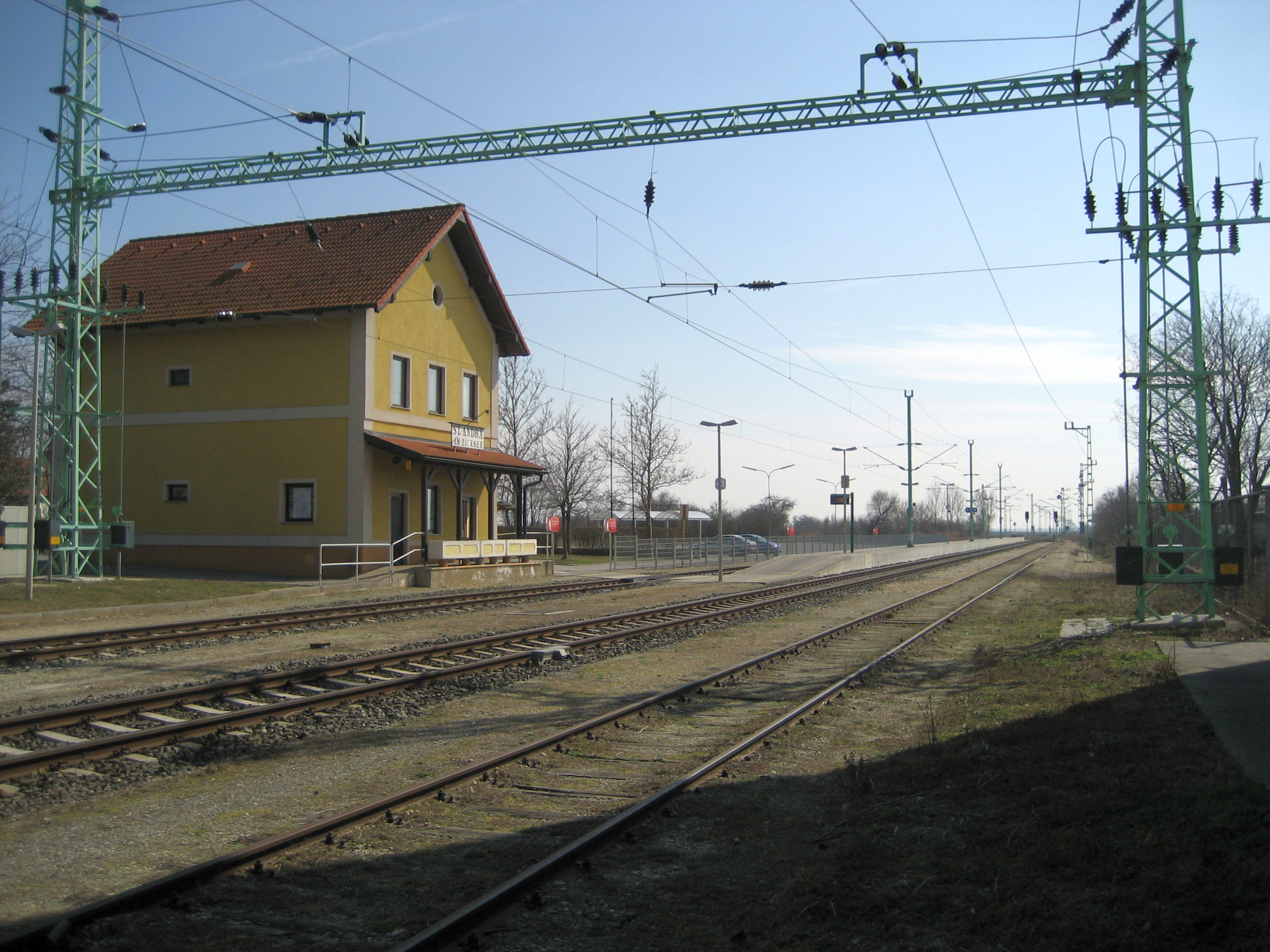
Sankt Andrä am Zicksee
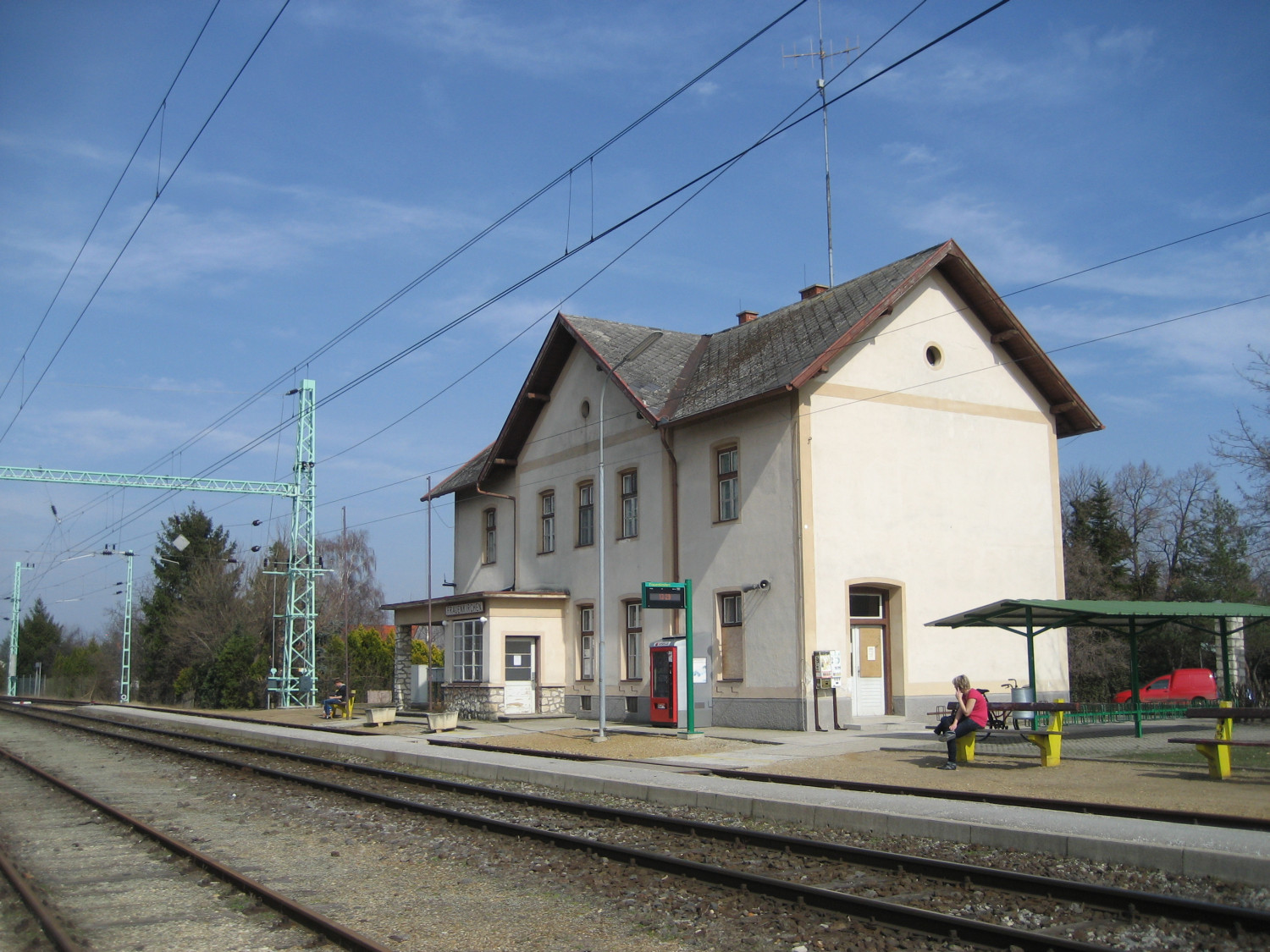
Frauenkirchen
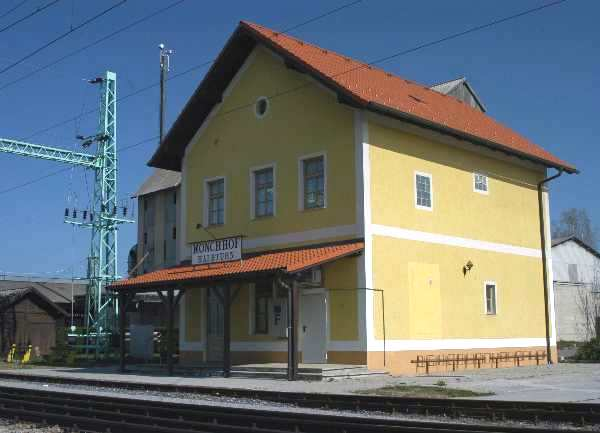
Mönchhof–Halbturn
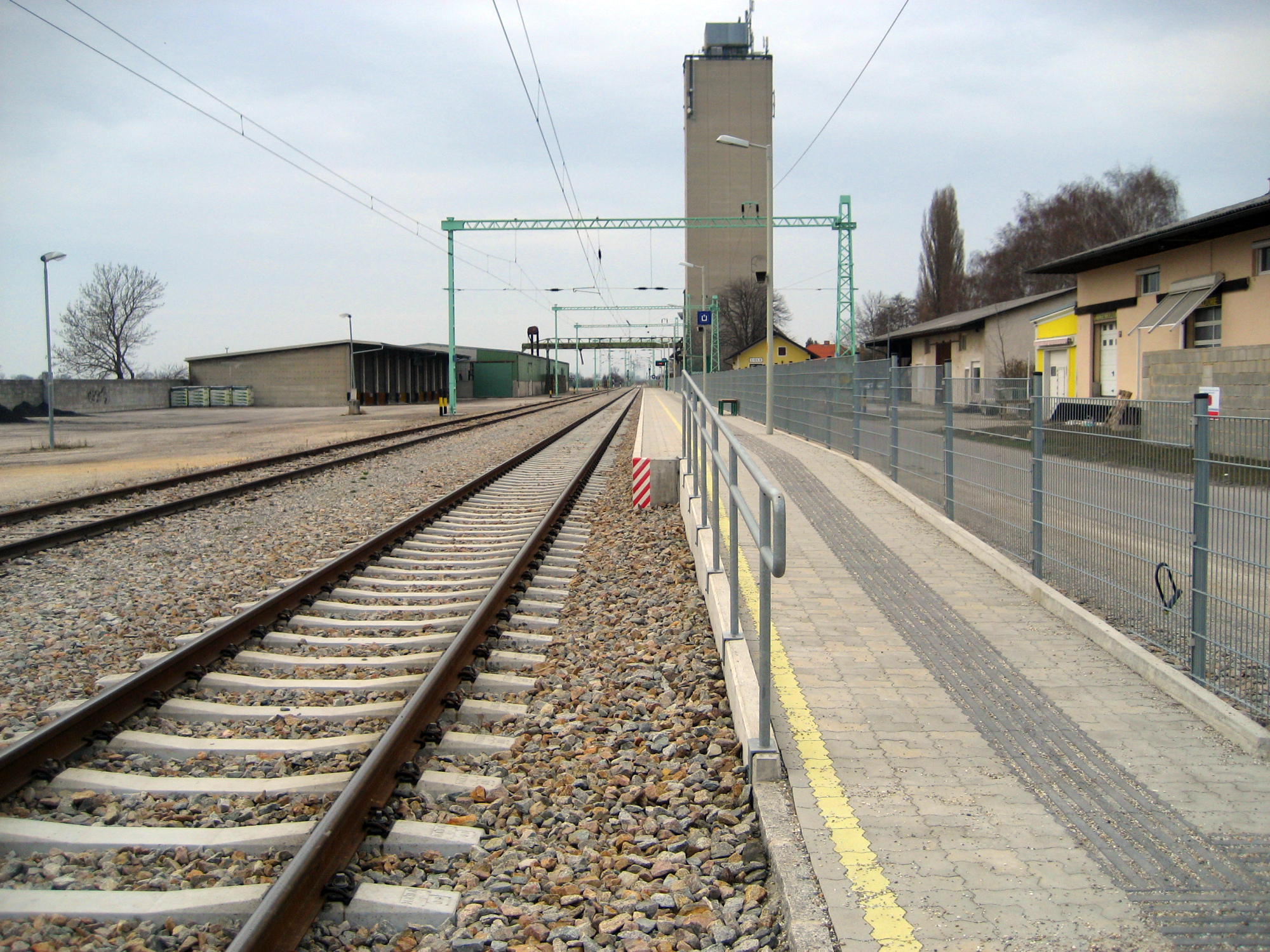
Gols
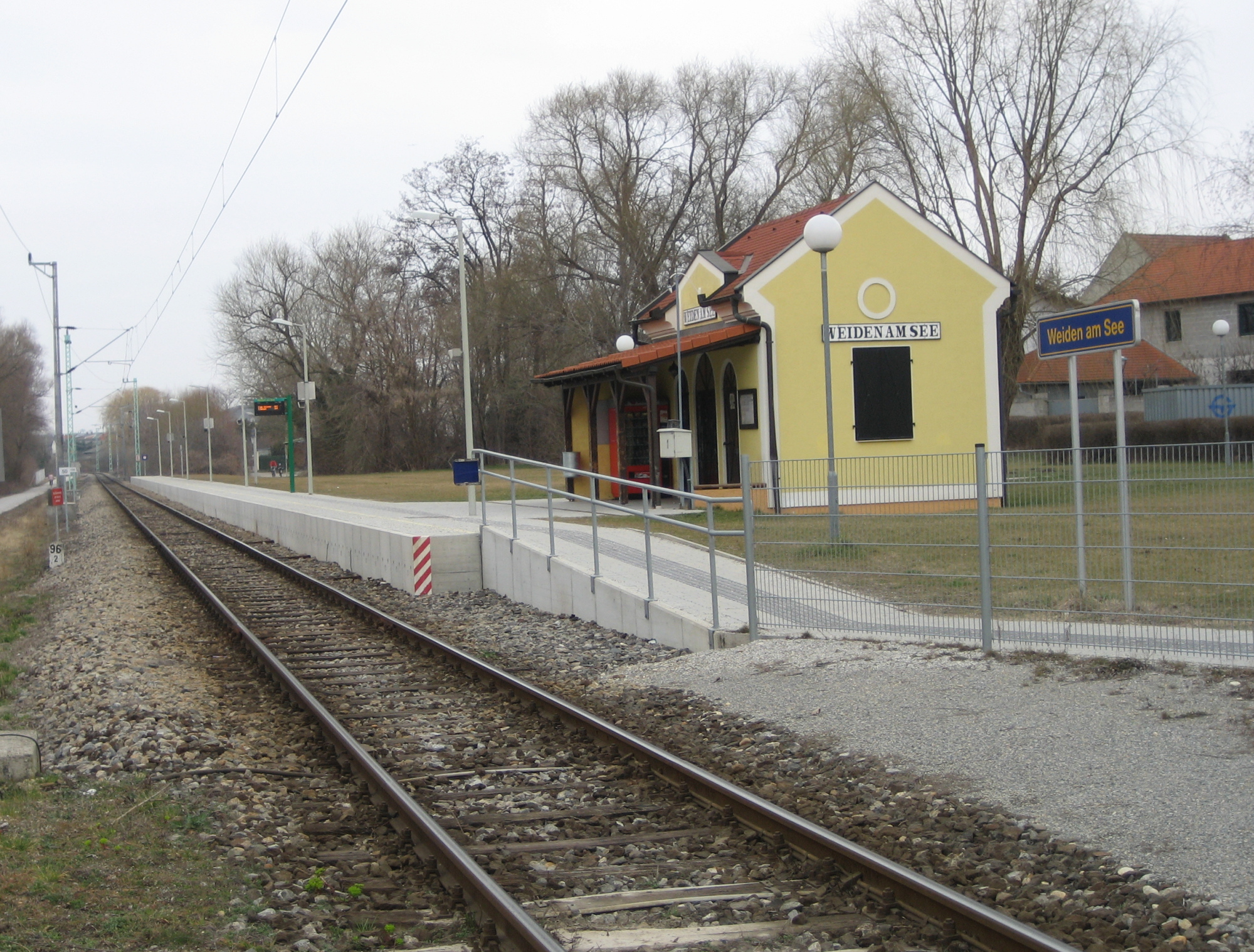
Weiden am See
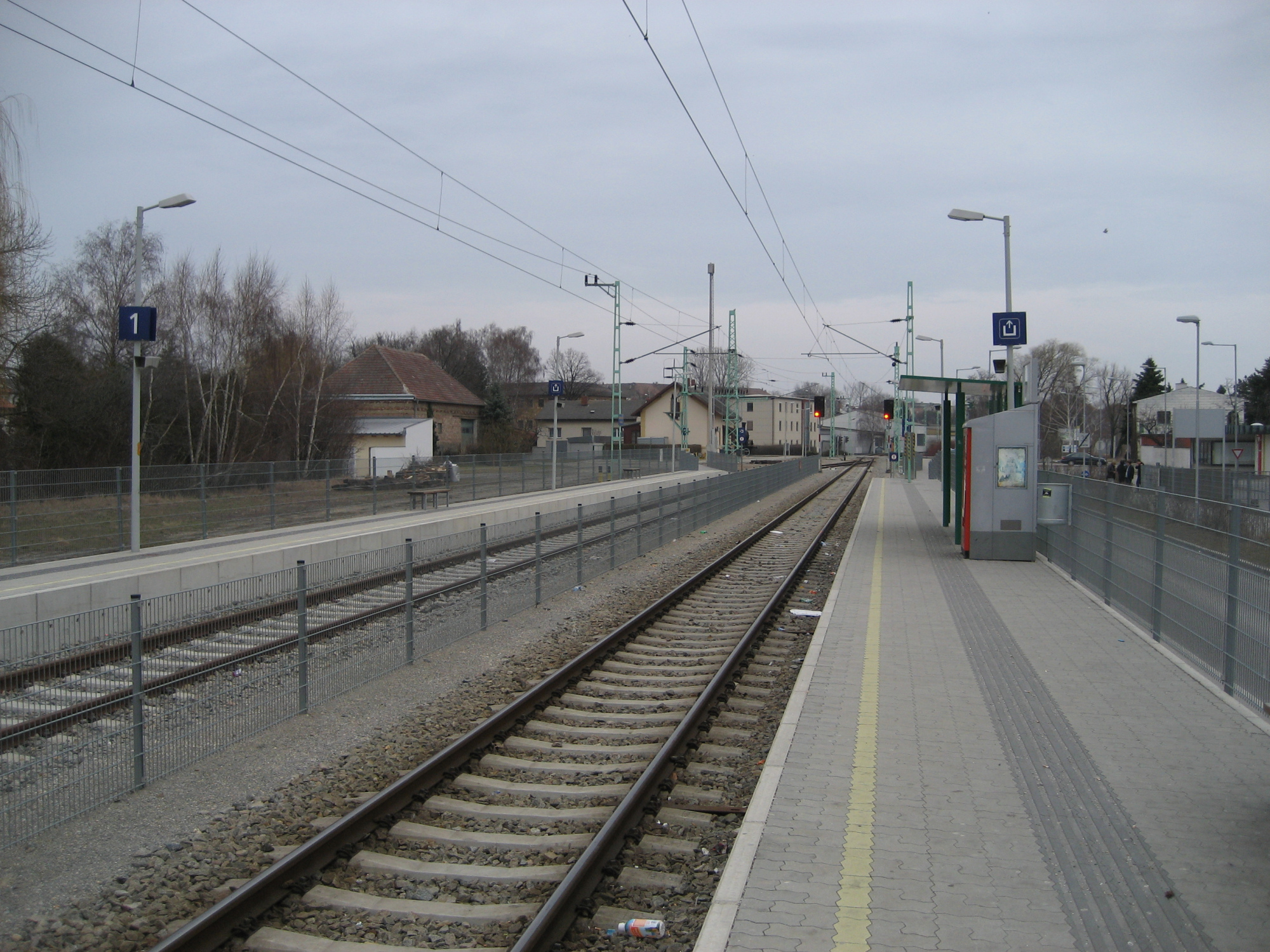
Bad Neusiedl am See
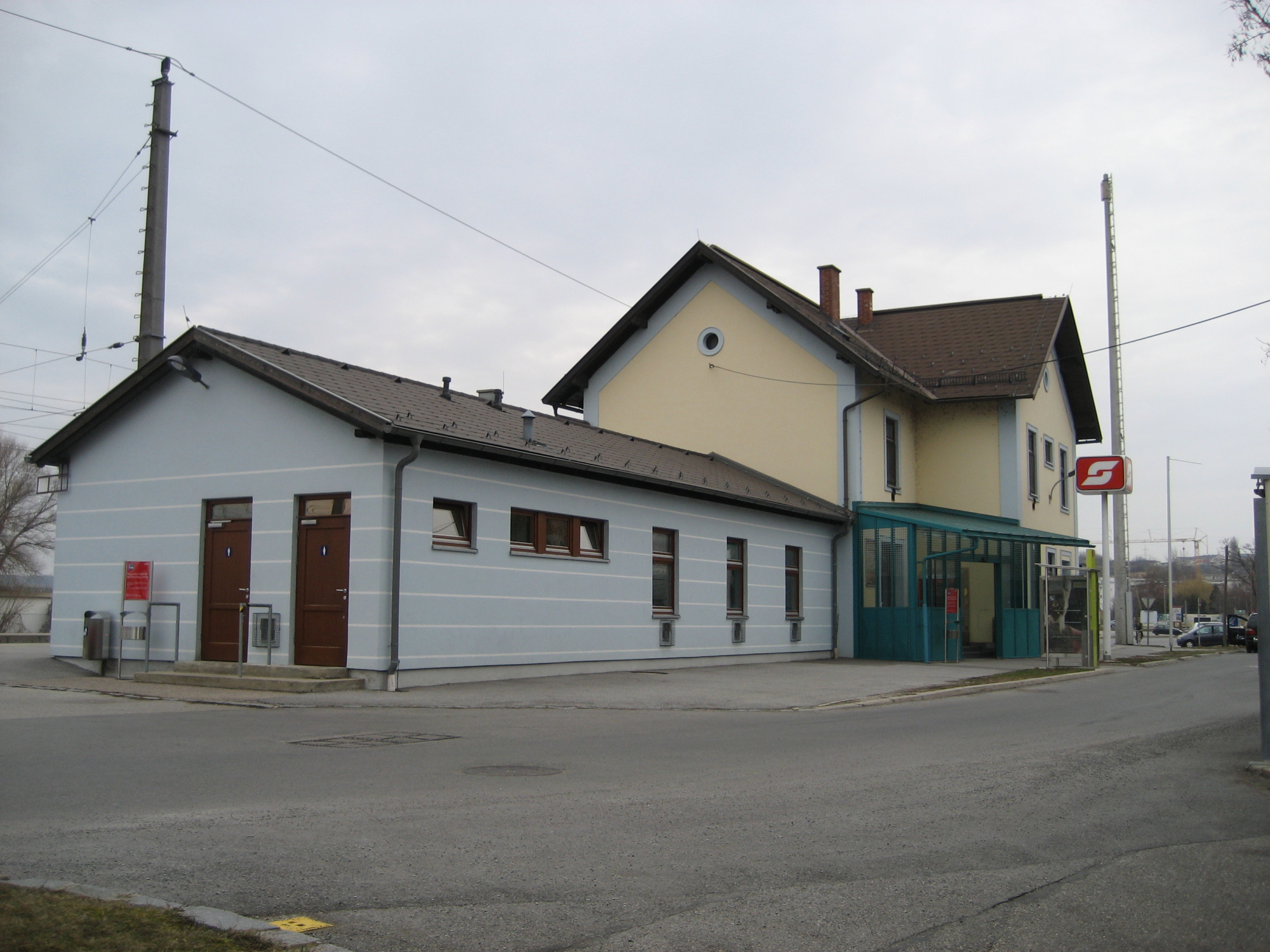
Neusiedl am See
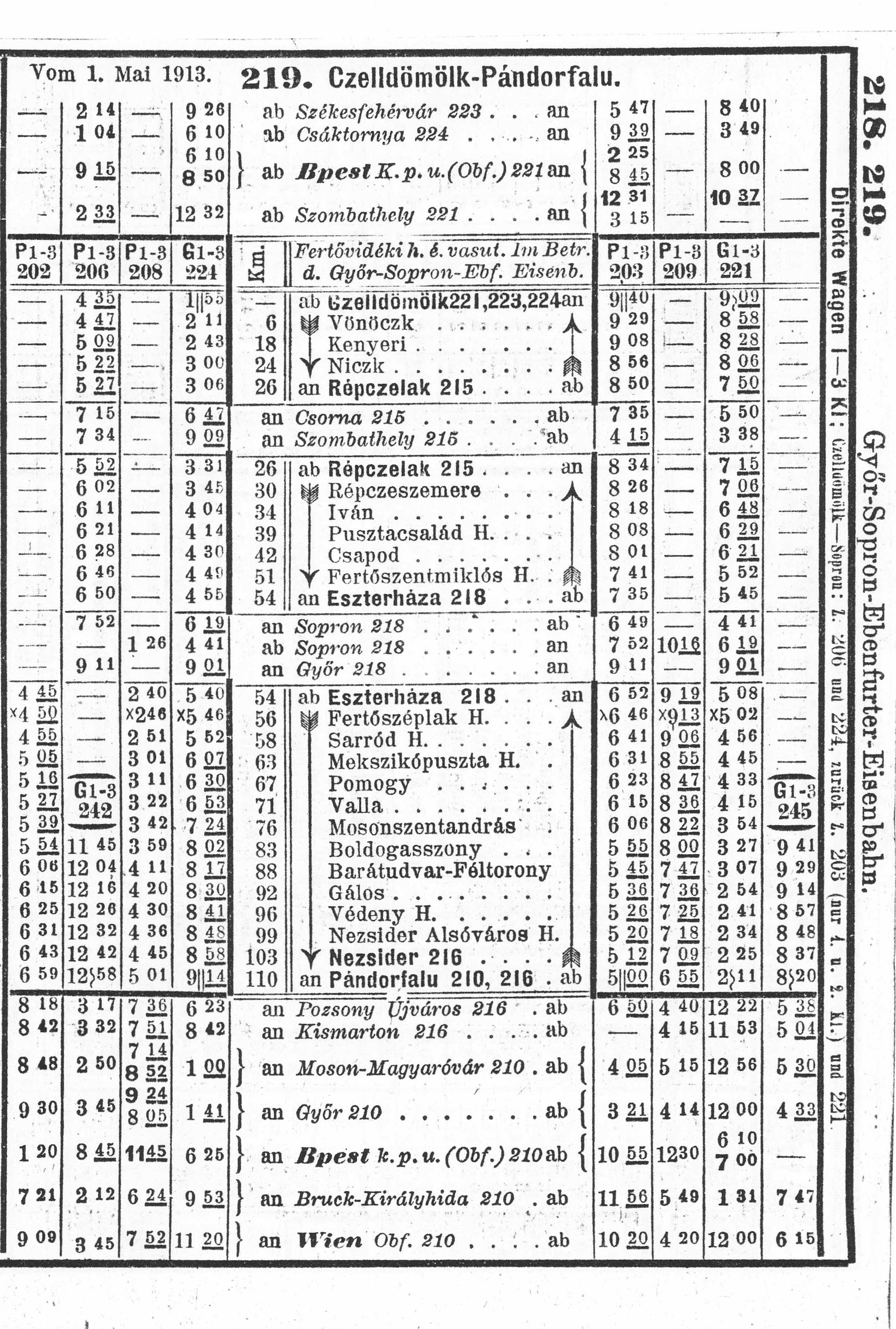
Fahrplan Czelldömölk–Parndorf vom 1. Mai 1913
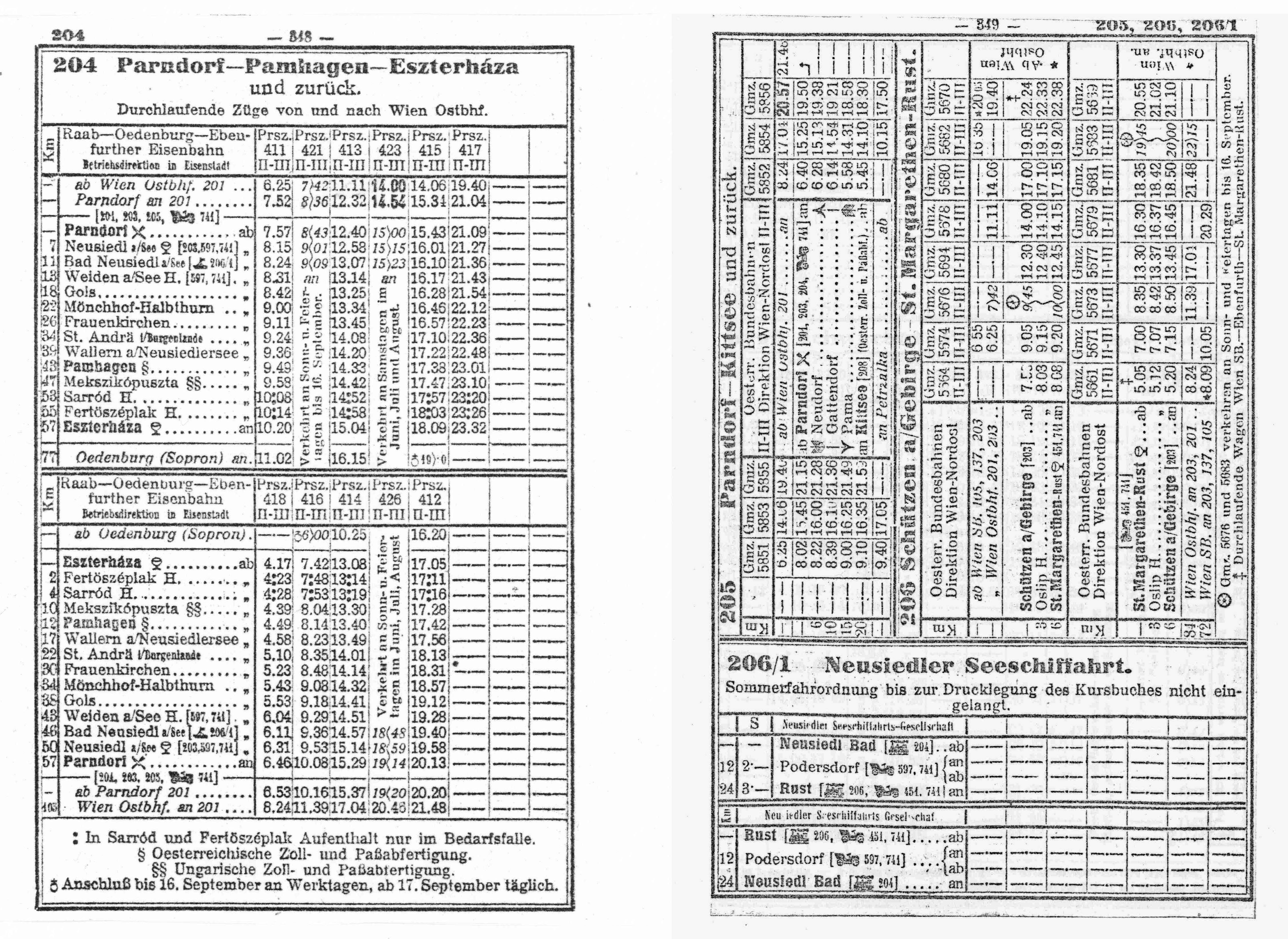
Fahrplan Parndorf–Eszterháza vom Sommer 1928